# Valter Pecly Moreira
Valter Pecly Moreira (* 27. Juli 1948 in Rio de Janeiro) ist ein brasilianischer Diplomat.

## Leben
Valter Pecly Moreira ist mit Marie-Hélène Michelas Moreira verheiratet und hat drei Kinder.
Er studierte Rechtswissenschaft, wurde Bachelor of Laws der Universidade Federal do Rio de Janeiro und trat 1972 in den auswärtigen Dienst.
Zunächst wurde Moreira von 1972 bis 1974 in Brasília übernommen, bevor er von 1974 bis 1977 in Buenos Aires und von 1977 bis 1981 in Bonn eingesetzt wurde. Danach kam er erneut nach Brasilia zurück, wo er von 1981 bis 1983 in der Abteilung Europa und anschließend bis 1985 im diplomatischen Archiv sowie danach bis 1987 als stellvertretender Zeremonienmeister eingesetzt wurde. Es folgte von 1987 bis 1991 wieder eine Auslandsverwendung in Genf und von 1991 bis 1993 in Asunción.
Von 12. April 2000 bis 17. Juni 2004 vertrat er die brasilianische Regierung bei der Organisation Amerikanischer Staaten und wurde anschließend bis 2008 als Botschafter in Asunción versetzt. Danach hatte er bis 2010 die Exequatur als Generalkonsul in London inne und leitete von 2010 bis 2013 die Außenstelle des Itamarity im historischen Itamaraty-Palast in Rio de Janeiro. Seit 4. September 2013 ist er in Budapest als Botschafter akkreditiert.